# Système In-Ear
Pour les articles homonymes, voir IEM.

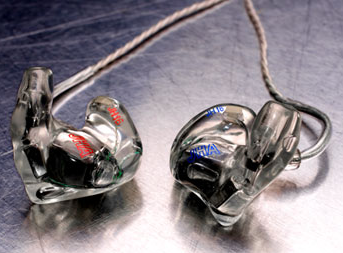
IEM moulé sur mesure (JH16 Pro).

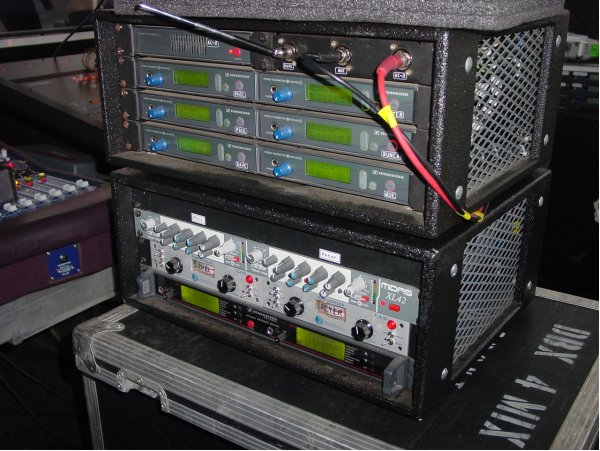
Un rack d'émetteurs pour in-ear monitors sans fil.

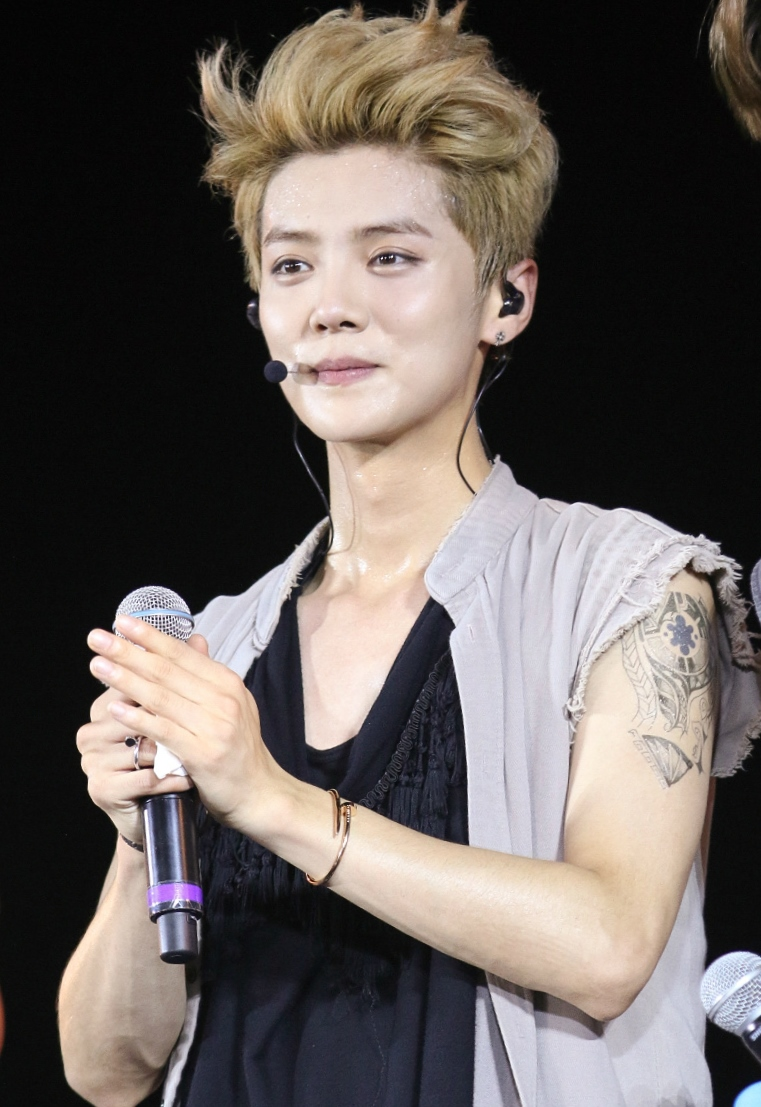
Le chanteur et acteur Luhan portant des in-ear monitors sur scène à Jakarta.

Un système In-Ear ou IEM (In-Ear Monitor en anglais) est un système auditif se plaçant dans l'oreille et permettant aux musiciens d'avoir un retour audio en concert. L'IEM apparaît dans le milieu des années 1990 et permet de remplacer les retours sous forme d'enceintes,. Le musicien est ainsi isolé du bruit sur scène, lui permettant d'avoir un retour personnalisé précis. Le risque de larsen sur scène à cause des retours est éliminé. Les IEM sans-fil permettent également de se déplacer sur toute la scène sans que le son que reçoit le musicien ne change. 
Certains systèmes apportent un haut niveau de réduction du bruit afin de protéger l'oreille, mais la plupart des moniteurs in-ear peuvent également provoquer des dommages auditifs, étant placés au plus près du tympan. 